# Neudörfchen (Mittweida)
Neudörfchen ist ein Ortsteil der Großen Kreisstadt Mittweida im sächsischen Landkreis Mittelsachsen. Er wurde 1911 in die Stadt Mittweida eingemeindet.

## Geografie
Neudörfchen liegt östlich von Mittweida im Mittelsächsischen Hügelland am Ostufer der Zschopau. Der Fluss fließt bogenförmig um den Ort und bildet somit eine natürliche Grenze zur Stadt Mittweida.

### Nachbarorte
| Rößgen    | Kockisch                                    | Weinsdorf   |
| Mittweida | Kompassrose, die auf Nachbargemeinden zeigt | Seifersbach |
|           | Schönborn-Dreiwerden                        |             |

## Geschichte

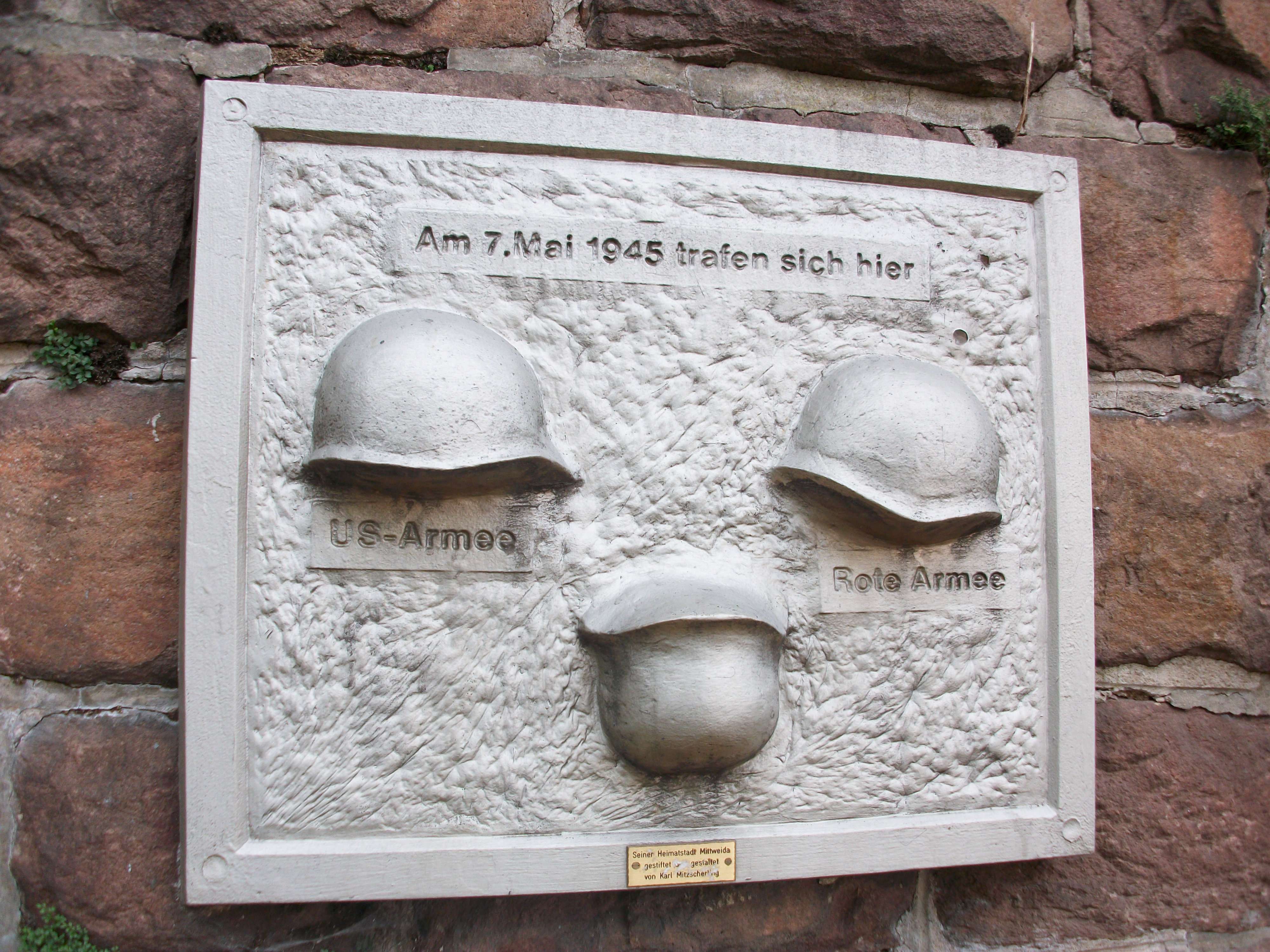
Eisenbahnüberführung Mittweida, Hainichener Straße, Infotafel am Widerlager

Das Waldhufendorf Neudörfchen wurde im Jahr 1378 erstmals als „Nuwendorfchen“ erwähnt. Die Mühle von Neudörfchen ist bereits 1408 nachgewiesen. In ihr wurde nur Getreide und Malz gemahlen. Seit 1474 war sie im Besitz des Rates zu Mittweida. 1552 sind ein Schleifwerk und ein Hammer im Ort nachgewiesen. Seit dieser Zeit ist auch der Rat zu Mittweida als Grundherr über den Ort belegt.
Neudörfchen gehörte ursprünglich zum Kreisamt Freiberg, erst 1606 ist eine Zugehörigkeit zum Amt Rochlitz belegt, bei dem es bis ins 19. Jahrhundert verblieb. Im Jahr 1832 wurde die Verwaltung der Orte im Raum Mittweida, darunter auch Neudörfchen, dem Amt Frankenberg-Sachsenburg zugeordnet. Bei den im 19. Jahrhundert im Königreich Sachsen durchgeführten Verwaltungsreformen wurden die Ämter aufgelöst. Dadurch kam der Ort 1856 unter die Verwaltung des Gerichtsamts Mittweida. 1875 wurde er der Verwaltung der Amtshauptmannschaft Rochlitz unterstellt. Am 1. August 1911 erfolgte die Eingemeindung in die Stadt Mittweida. Am 7. Mai 1945 trafen sich in Neudörfchen die alliierten Streitkräfte der US-Army und der Roten Armee, woran eine Tafel am nördlichen Widerlager der einstigen Eisenbahnüberführung Hainichener Straße erinnert.
Durch die zweite Kreisreform in der DDR kam die Stadt Mittweida mit ihren damaligen Ortsteilen im Jahr 1952 zum Kreis Hainichen im Bezirk Chemnitz (1953 in Bezirk Karl-Marx-Stadt umbenannt), der ab 1990 als sächsischer Landkreis Hainichen fortgeführt wurde. 1994 wurde sie Kreisstadt des neu gebildeten Landkreises Mittweida. Seit 2008 gehört sie mit ihren Ortsteilen zum neu gebildeten Landkreis Mittelsachsen.

### Entwicklung der Einwohnerzahl
| Jahr | Einwohnerzahl                                             |
| ---- | --------------------------------------------------------- |
| 1551 | 9 besessene Mann, 14 Inwohner, 3 1/8; Hufen               |
| 1764 | 7 besessene Mann, 10 Häusler, 2 1/2; Hufen je 36 Scheffel |
| 1834 | 182                                                       |

| Jahr | Einwohnerzahl |
| ---- | ------------- |
| 1871 | 294           |
| 1890 | 370           |
| 1910 | 626           |
| 2020 | 179           |

## Religion
Neudörfchen war ursprünglich nach Seifersbach gepfarrt. Zeitgleich mit der politischen Eingemeindung des Ortes erfolgte 1911 eine Umgemeindung der Kirchenglieder in die Evangelisch-lutherische Kirchgemeinde Mittweida.

## Wirtschaft und Verkehr

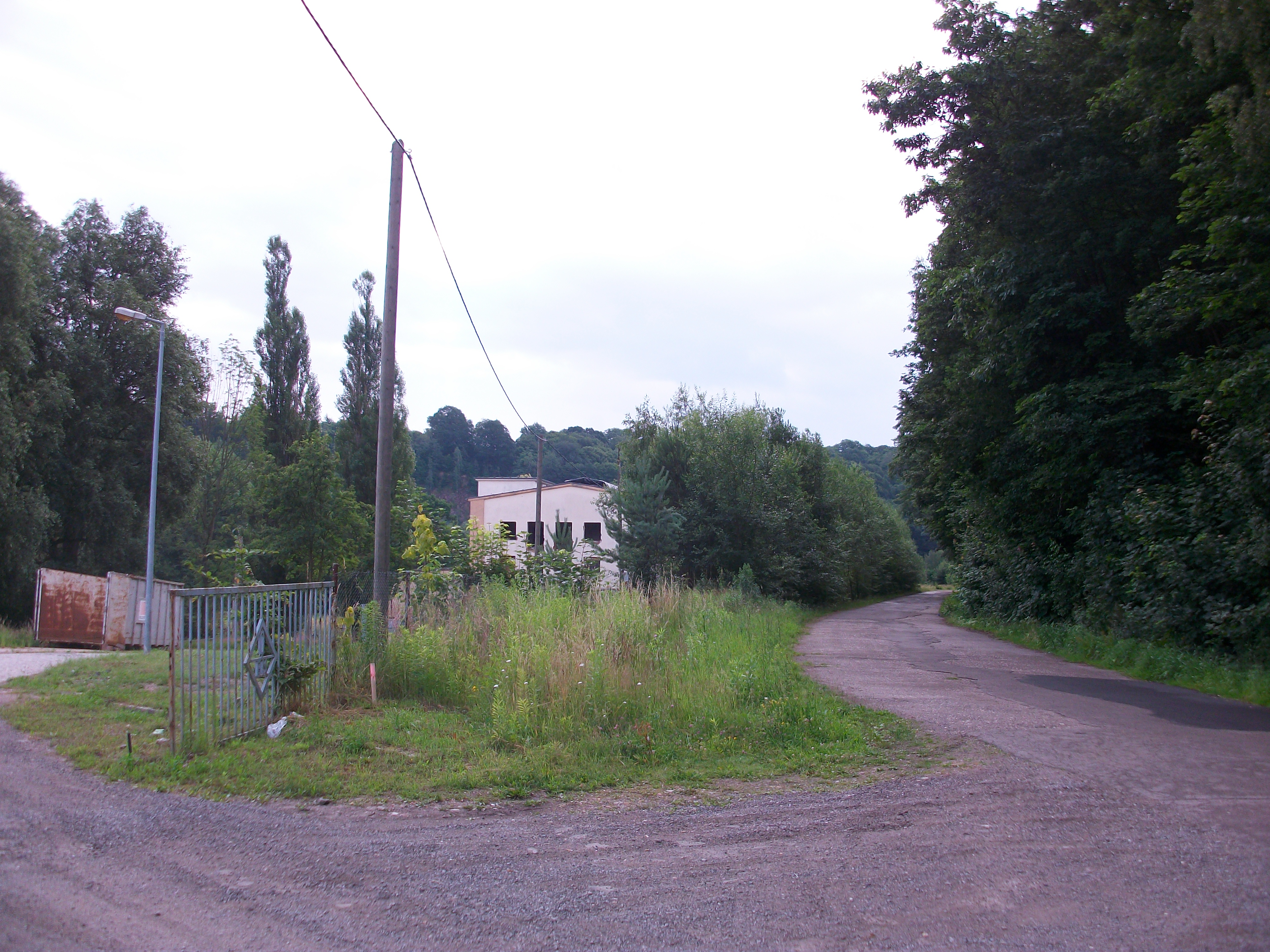
Ehemaliger Standort des Industriebahnhofs Mittweida in Neudörfchen

Neudörfchen war von alters her durch eine Brücke über die Zschopau mit der Stadt Mittweida verbunden, welche 1519 und 1814 erneuert wurde. 1895 errichtete man eine stabile Steinbrücke. Über die Brücke führt die Straße von Mittweida nach Hainichen zur Autobahn 4 (Anschlussstelle Hainichen).
Im Jahr 1908/09 wurde gleichzeitig mit der Eröffnung der Mittweidaer Industriebahn das Elektrizitätswerk Mittweida errichtet. Während das Kraftwerk bis heute teilweise in Betrieb ist, wurde die Bahnstrecke 1997 für den Betrieb gesperrt und danach stillgelegt.

## Sehenswürdigkeiten
- Elektrizitätswerk Mittweida

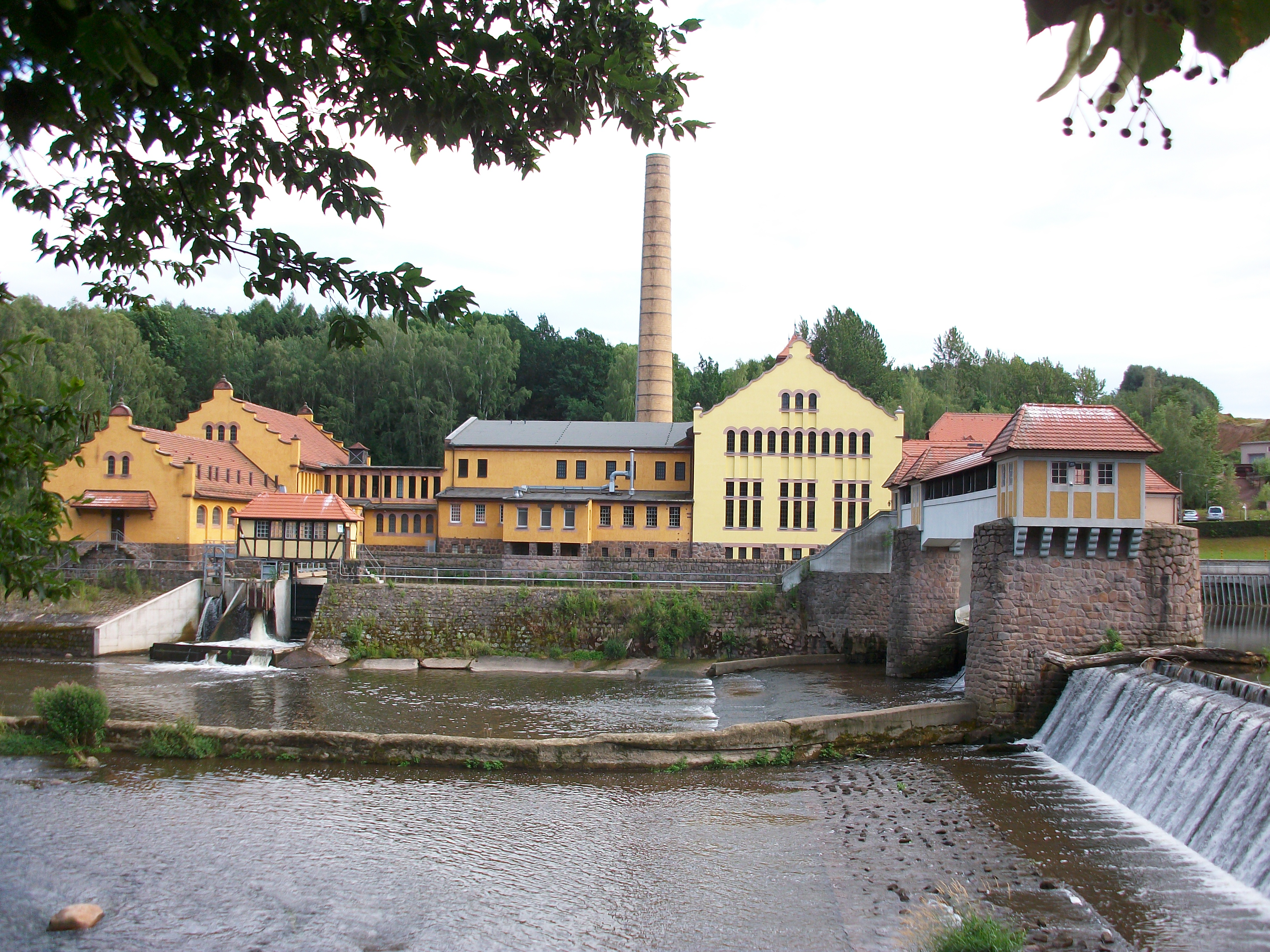
Elektrizitätswerk Mittweida bei Neudörfchen

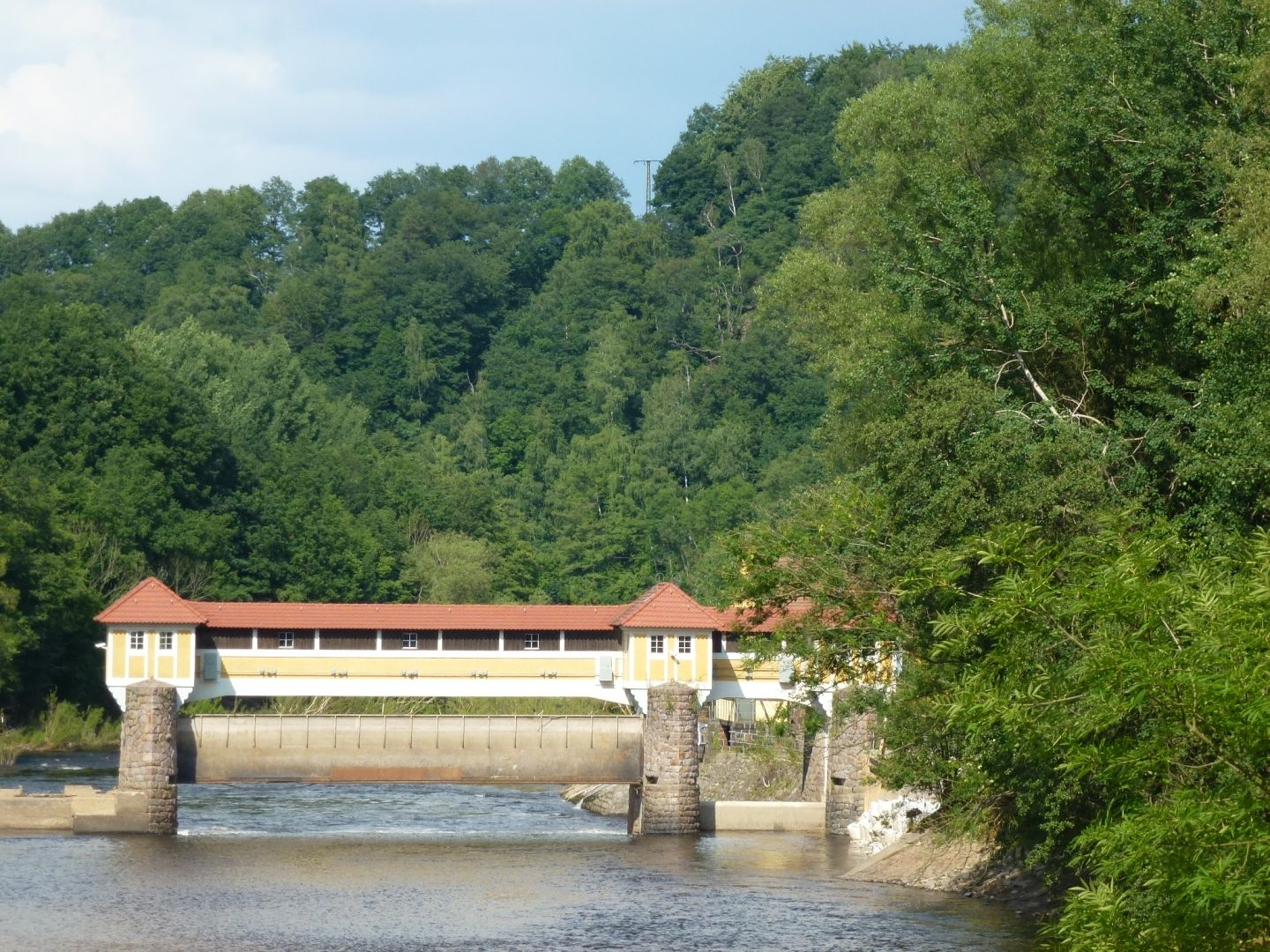
Elektrizitätswerk Mittweida bei Neudörfchen

Das 1908 errichtete Elektrizitätswerk Mittweida basiert auf einer ungewöhnlichen Idee zur Stromversorgung mit Hilfe der Wasserkraft der Zschopau und einer Kombination von Dampf- und Wasserkraft.
Das Dampfkraftwerk ging im Jahr 1909 mit einem Dampfaggregat in Betrieb. 1914 folgte eine Dampfturbine und 1927 ein weiteres Aggregat. Zur Nutzung der Wasserkraft wurde ab 1919 die Anlage in ein Laufwasserkraftwerk umgebaut. Es ging 1923 an das Netz und ist bis in die Gegenwart in Betrieb. Da die Wasser- und Dampfgrundlast nicht für die Deckung des Mittweidaer Strombedarfs ausreichte, wurde um 1926 das Pumpspeicherwerk Mittweida errichtet. Das Speicherbecken entstand rund 2.100 Meter vom Kraftwerk entfernt. Es wurde bei einem Höhenunterschied von 119 Metern über eine Druckrohrleitung mit der Wasserkraftanlage verbunden und ging 1928 in Betrieb.

Die Rohrleitung hatte im oberen 724 m langen Abschnitt einen Durchmesser von 1,25 m und bestand aus Holz. Die Dauben wurden im Abstand von 25 cm von sogenannten Spannringen armiert. Der untere Teil mit einem Durchmesser von 1,10 m besteht aus noch heute teilweise an der Erdoberfläche sichtbaren elektrisch (!) verschweißten Eisenrohren. Bemerkenswert ist der Dehnungsausgleich in Längsrichtung, er erfolgte durch sich überlappende, verschiebbare Rohrverbindungen.
Das Staubecken ist heute außer Betrieb, nur das Laufkraftwerk wurde 1991 wieder in Betrieb gesetzt.
Mitte 1990er Jahre wurde die Anlage des Kraftwerks fortlaufend rekonstruiert. Es gilt heute als technisches Denkmal von nationalem Rang. Auf dem Areal finden Schulungen und Veranstaltungen mit technisch wissenschaftlichem Hintergrund statt. Ein Teil der Gebäude wird von der Hochschule Mittweida als Versuchs- und Schulungszentrum sowie von der enviaM als Veranstaltungsgelände genutzt.
Das Kraftwerk an der Zschopau und das Staubecken genannte ehemalige Oberbecken sind durch einen Wanderweg verbunden.
- Zschopautal-Gebietswanderweg und Zschopautal-Radwanderweg durch das „Mittweidaer Zschopautal“